# Intellectual Village no Zashiki Warashi
 (juin 2025).
Si vous disposez d'ouvrages ou d'articles de référence ou si vous connaissez des sites web de qualité traitant du thème abordé ici, merci de compléter l'article en donnant les références utiles à sa vérifiabilité et en les liant à la section « Notes et références ».
Intellectual Village no Zashiki Warashi (インテリビレッジの座敷童) est une série de light novels écrite par Kazuma Kamachi et illustrée par Mahaya. ASCII Media Works a publié 9 volumes depuis le 10 mai 2012. Le dernier volume est sorti le 10 décembre 2015.